# Donnarumma all'assalto
Donnarumma all'assalto è un romanzo autobiografico dello scrittore e sociologo italiano Ottiero Ottieri, scritto durante la sua esperienza di lavoro presso lo Stabilimento Olivetti di Pozzuoli e pubblicato per la prima volta nel 1959. Dal libro è stato tratto l'omonimo film del 1972.

## Trama
Nel romanzo sono registrate le osservazioni di uno psicologo selezionatore del personale, assunto presso un nuovo stabilimento nel Mezzogiorno di una grande industria italiana. Il periodo storico è quello degli ultimi anni cinquanta, in pieno boom economico del secondo dopoguerra.
Protagonista del romanzo è dunque lo psicologo (dietro il quale si cela lo stesso Ottieri), il quale durante il suo
incarico si rende conto di una grande contraddizione: nonostante i buoni propositi iniziali, la nuova fabbrica per
via della sua matrice capitalistica si trova comunque in necessità di dover discriminare tra chi è
adatto a lavorare e chi no; il selezionatore si sente quindi a disagio, poiché tra le sue mani passa la decisione
del destino di poche famiglie che si salveranno e di molte altre che andranno in rovina.
Il personaggio di Donnarumma, che suggerisce il titolo del romanzo, incarna l'essenza
del lavoratore del Sud, interessato semplicemente a fornire la sua manodopera in cambio di una
paga e che non concepisce le lunghe trafile burocratiche e i test attitudinali, tipici dell'industria del
Nord, che a sua volta eredita dal modello statunitense:
(Donnarumma all'assalto, Ottiero Ottieri)
Donnarumma pretende di lavorare per diritto naturale, per il solo fatto di essere vivo, non perché
abbia particolari attitudini o abilità e, vedendo violato questo suo diritto, si sente attaccato e reagisce violentemente, minacciando di picchiare lo psicologo e il direttore. Si ha quindi lo scontro tra la fredda e rigorosa selezione scientifica del personale, dettata dalla base capitalistica di ogni impresa, e la problematica del garantire a tutti un impiego.
Nel romanzo, l'episodio di Donnarumma è incorniciato da un suicidio appena compiuto per disperazione e dal rifiuto della proposta di far intervenire la polizia dopo la minaccia di Donnarumma - tutti episodi lontani ben distanti dall'ottimismo olivettiano.
Riaffiora inoltre, nell'atteggiamento di Donnarumma, la diffidenza che la civiltà contadina ha da sempre nutrito verso la parola scritta, ritenendola un inganno ordito dal potere contro gli analfabeti o i meno colti.

## La censura mancata
Inizialmente il libro fu sottoposto a Innocenti, dirigente Olivetti, che ne bloccò la pubblicazione, come si scoprì più tardi analizzando una lettera rinvenuta negli archivi dell'azienda:
(Lettera da Ottiero Ottieri al dirigente Innocenti, rinvenuta negli archivi Olivetti)
Più tardi, fu lo stesso Adriano Olivetti - "più intelligente di alcuni suoi collaboratori", come il critico letterario Geno Pampaloni volle sottolineare - ad autorizzarne la pubblicazione.

## Edizioni
- Ottiero Ottieri, Donnarumma all'assalto, Milano, Bompiani, 1959.
- Ottiero Ottieri, Donnarumma all'assalto, a cura di Giuseppe Iadanza, collana "Narratori moderni per la scuola", Bompiani, 1978.